# Malezja na Mistrzostwach Świata w Lekkoatletyce 2011
Malezja na Mistrzostwach Świata w Lekkoatletyce 2011 – reprezentacja Malezji podczas czempionatu w Daegu liczyła 2 zawodników.

## Występy reprezentantów Malezji

### Mężczyźni

#### Konkurencje biegowe
| Konkurencja   | Zawodnik                   | Runda 1  | Runda 1 | Runda 2  | Runda 2 | Półfinał | Półfinał | Finał    | Finał   |
| Konkurencja   | Zawodnik                   | Rezultat | Pozycja | Rezultat | Pozycja | Rezultat | Pozycja  | Rezultat | Pozycja |
| ------------- | -------------------------- | -------- | ------- | -------- | ------- | -------- | -------- | -------- | ------- |
| Bieg na 100 m | Mohammad Noor Imran A Hadi | 10,77    | 8 Q     | 10,75    | 46      |          |          |          |         |

### Kobiety

#### Konkurencje biegowe
| Konkurencja   | Zawodniczka                  | Runda 1  | Runda 1 | Runda 2  | Runda 2 | Półfinał | Półfinał | Finał    | Finał   |
| Konkurencja   | Zawodniczka                  | Rezultat | Pozycja | Rezultat | Pozycja | Rezultat | Pozycja  | Rezultat | Pozycja |
| ------------- | ---------------------------- | -------- | ------- | -------- | ------- | -------- | -------- | -------- | ------- |
| Bieg na 100 m | Norjannah Hafiszah Jamaludin | 12,06    | 5 Q     | 11,74    | 39      |          |          |          |         |